# Желнов, Фёдор Георгиевич
Фёдор Георгиевич Желнов (1923—1980) — советский воин-артиллерист, участник Великой Отечественной войны, Герой Советского Союза (1944). Сержант Рабоче-крестьянской Красной Армии.

## Биография
Родился 15 февраля 1923 года в селе Повалиха (ныне — Первомайский район Алтайского края). После окончания неполной средней школы работал в составе строительной партии в Новокузнецке. В декабре 1941 года был призван на службу в Рабоче-крестьянскую Красную Армию. С июля 1942 года — на фронтах Великой Отечественной войны. В боях два раза был ранен. Участвовал в боях под Воронежем, освобождении Украинской ССР. К сентябрю 1943 года сержант Фёдор Желнов был наводчиком орудия 676-го артиллерийского полка 232-й стрелковой дивизии 38-й армии Воронежского фронта. Отличился во время битвы за Днепр.
На рассвете 29 сентября 1943 года расчёт под командованием Фёдора Желнова переправился в составе десантной группы через Днепр в районе села Лютеж Киевской области Украинской ССР. Расчёт принял активное участие в захвате и удержании плацдарма на западном берегу Днепра. Точными попаданиями Желнов полностью уничтожил немецкую артиллерийскую батарею и несколько пулемётных точек.
Указом Президиума Верховного Совета СССР «О присвоении звания Героя Советского Союза генералам, офицерскому, сержантскому и рядовому составу Красной Армии» от 10 января 1944 года за «образцовое выполнение боевых заданий командования на фронте борьбы с немецко-фашистскими захватчиками и проявленные при этом отвагу и геройство» был удостоен высокого звания Героя Советского Союза с вручением ордена Ленина и медали «Золотая Звезда» за номером 5390.
После окончания войны был демобилизован. Проживал и работал в селе Маслянино Маслянинского района Новосибирской области. Умер 20 декабря 1980 года. Похоронен на кладбище поселка Маслянино.. 
Был также награждён орденом Отечественной войны 2-й степени и рядом медалей.